# Navegación aérea observada

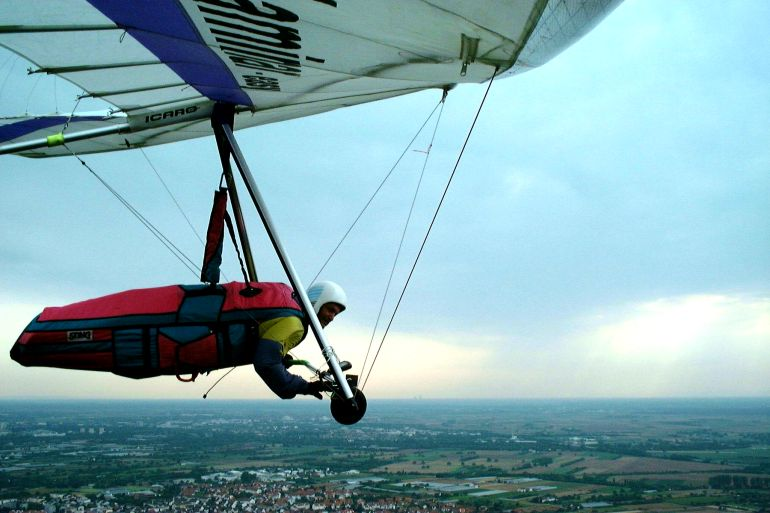
El ala delta es un ejemplo de vuelo visual.

La navegación aérea observada, o vuelo visual, es la técnica por la cual el piloto, durante el vuelo, estima la posición de la aeronave a partir del reconocimiento visual del terreno, ya sea de instalaciones como de accidentes geográficos.

## Historia
En los orígenes de la aviación, a comienzos del siglo XX, la principal preocupación de
los pilotos era mantener las aeronaves en el aire evitando accidentes con el terreno.
Durante los años posteriores, aquellos frágiles aeroplanos fueron evolucionando, pudiendo volar de manera más estable distancias mayores, perdiendo de vista el campo que les servía de base para aterrizar y despegar. En esta situación, el piloto debía saber su posición respecto al campo de vuelo al que debía arribar. Esto determinó la necesidad de conocer el terreno circundante dentro del radio de acción de la aeronave, de forma que pudiera establecer su posición respecto al campo base, a través de referencias visuales del terreno, tales como accidentes geográficos u otros puntos significativos. Esta forma de orientarse en el aire se ha denominado navegación observada.
A medida que las aeronaves mejoraron sus prestaciones, se descubrió la utilidad de la aviación para otros fines que la aventura, la experimentación o el placer por volar. Esto permitió el desarrolló del transporte aéreo, en concreto, el transporte de correo por vía aérea. Ya no sólo bastaba con volar en el entorno del campo de vuelo, sino que se requería la realización de vuelos con destinos lejanos, trasladándose de origen a destino por una ruta determinada.
Durante las dos primeras décadas del siglo pasado, la navegación observada, apoyada en mapas del terreno con indicación de puntos significativos, siguió siendo el único medio de orientación para los pilotos. En la actualidad, aunque ha sido superada por los modernos sistemas de navegación aérea, sigue siendo un sistema básico para los pilotos, principalmente en las fases de despegue y aterrizaje, y esencial en los vuelos visuales en los que se basa buena parte de la aviación general (aviación civil distinta a la de transporte comercial).

## Problema
La falta de puntos de referencia que ayuden al piloto a situar o estimar su posición, así como la falta de precisión de este método, convierte a este sistema de navegación aérea en inseguro, para trayectos de distancias medias y largas tanto como para vuelos a altitudes medias o altas.
- Datos: Q2281459